# Ciemny Mur

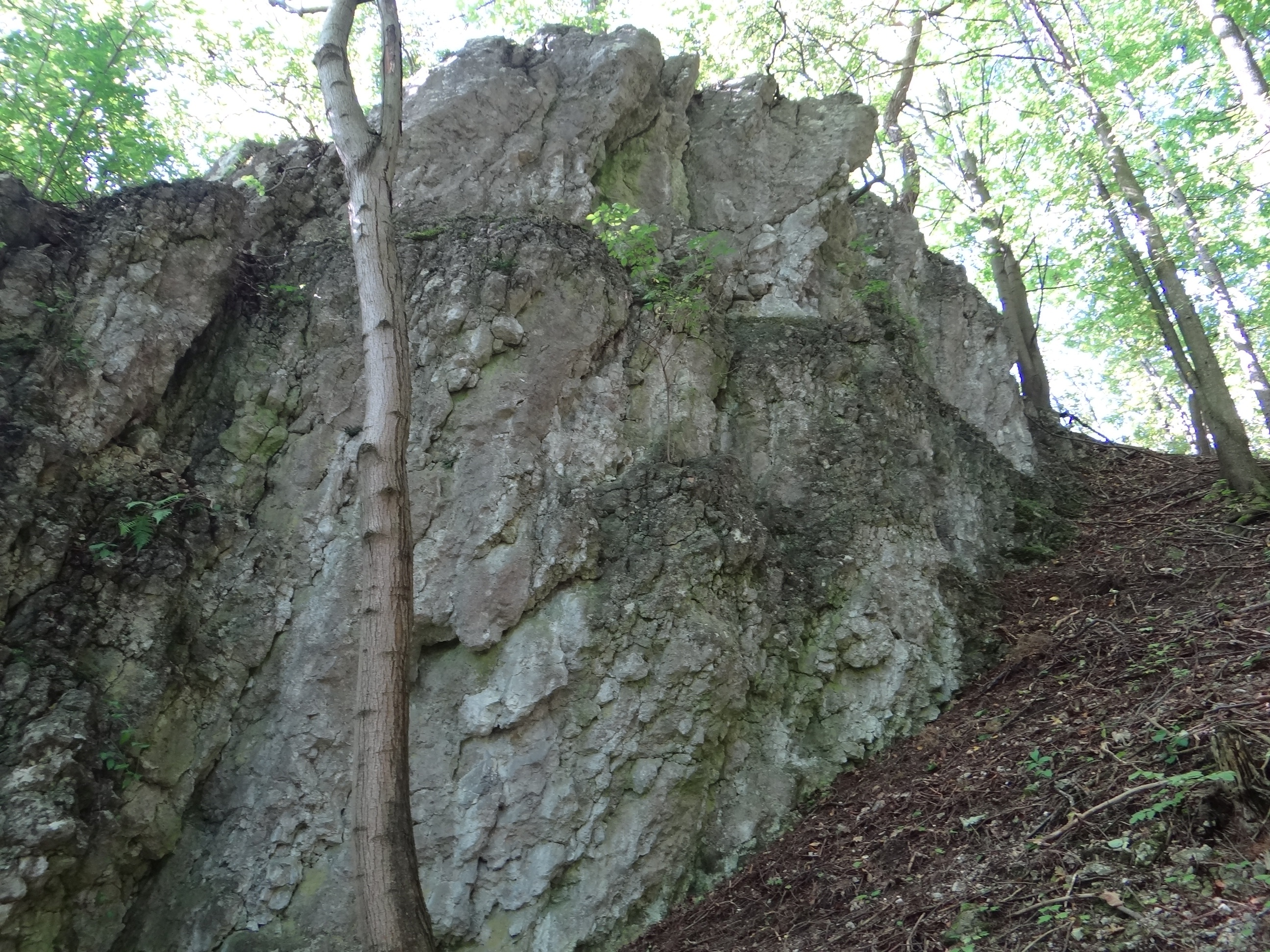

Ciemny Mur – skalny mur w prawych zboczach Doliny Bolechowickiej we wsi Karniowice w województwie małopolskim, w powiecie krakowskim, w gminie Zabierzów. Jest to teren Wyżyny Olkuskiej w obrębie Wyżyny Krakowsko-Częstochowskiej. Dolina Bolechowicka, wraz ze znajdującymi się w niej skałami znajduje się w obrębie rezerwatu przyrody Wąwóz Bolechowicki, dopuszczalne jest jednak uprawianie w niej wspinaczki skalnej.
Ciemny Mur znajduje się powyżej Zamarłej Turni, w skalnym grzbiecie wznoszącym się w prawych zboczach doliny. Na zachodnią stronę opada na odkryty trawiasty teren skalistym, poszarpanym urwiskiem, na wschodnią, do Doliny Bolechowickiej pionową ścianą o wysokości około 6 m. Stoki pomiędzy tą ścianą a Zamarłą Turnia porasta las. Na wschodniej ścianie Ciemnego Muru są 3 drogi wspinaczkowe o trudności od VI+ do VI.2 w skali trudności Kurtyki. Jak dotąd są bezimienne i nie mają zamontowanej asekuracji.

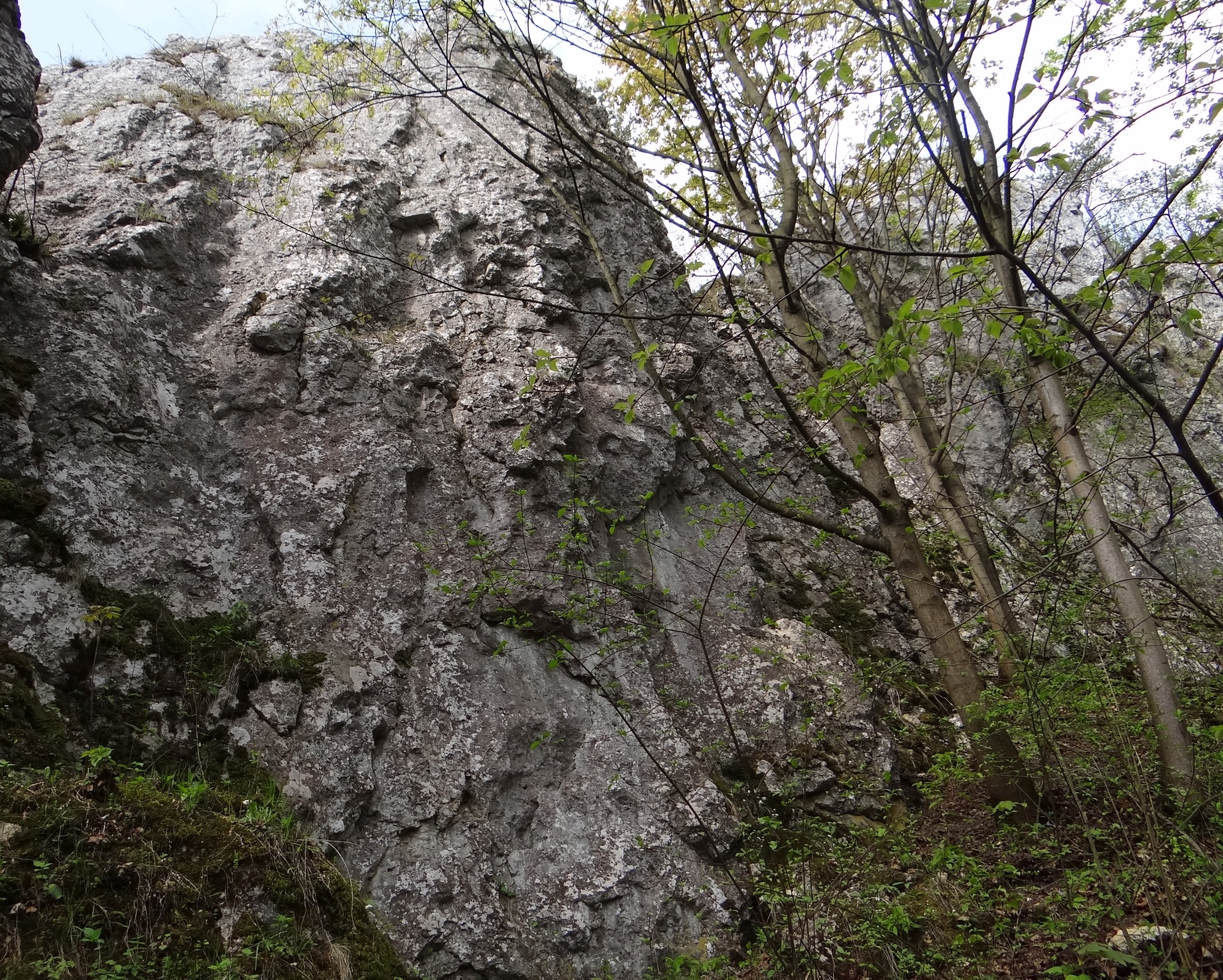